# نیلز
نیلز (انگلیسی: Nailz؛ زادهٔ ۱۷ آوریل ۱۹۵۸) کشتی‌گیر کشتی حرفه‌ای اهل ایالات متحده آمریکا است.